# 3 Pułk Ułanów Cesarstwa Austriackiego

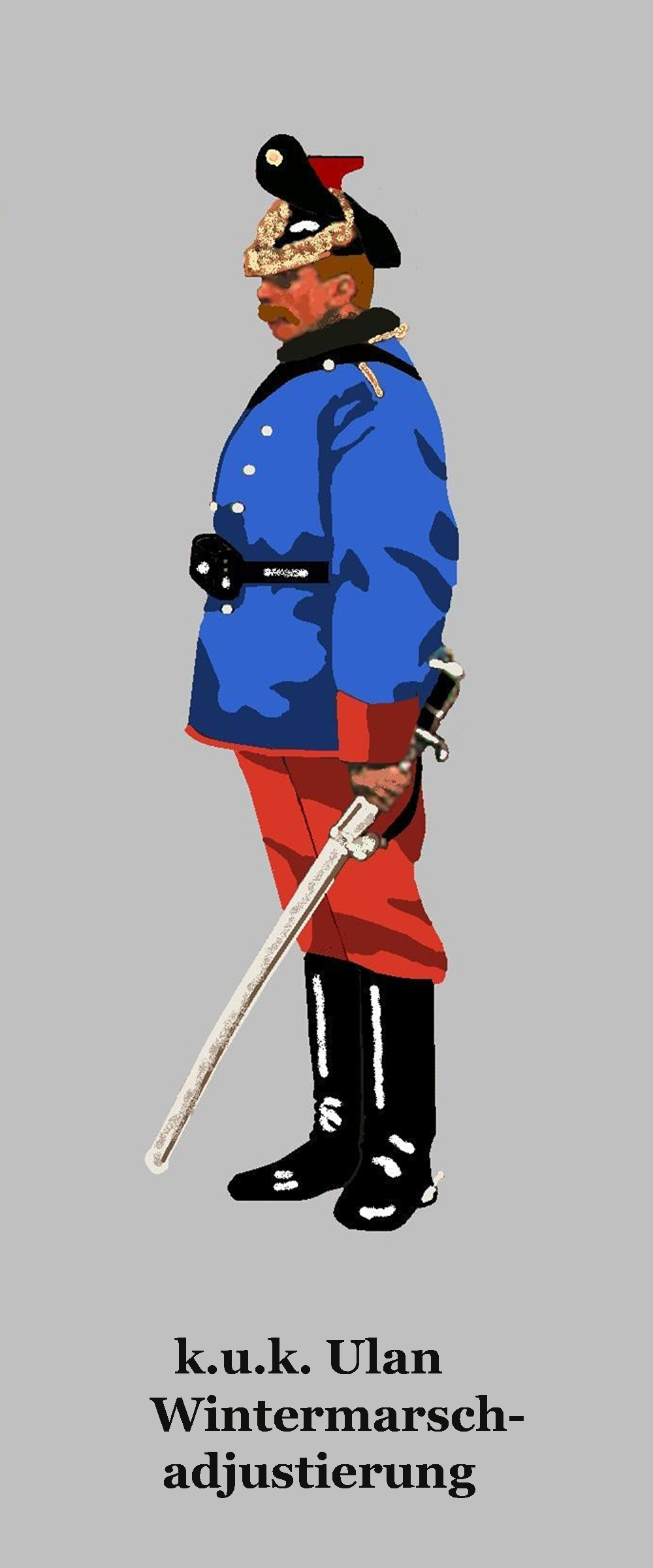
Ułan Austriacki 1914

3 Pułk Ułanów Cesarstwa Austriackiego – jeden z austriackich pułków kawalerii okresu Cesarstwa Austriackiego. 
Autentyk: Galizisches Ulanen-Regiment „Erzherzog Carl“ Nr. 3
Sformowany w 1801 z części 1 i 2 Pułku Ułanów.
Okręg poboru: Galicja (Kraków).

## Garnizony
| I. | II. | III. |
| --- | --- | --- |
| - 1801 Tarnów - 1803-05 Gródek - 1806 Wiedeń - 1807 St. Georgen - 1810 Gaja - 1812 Pécsvárad - 1813 Güns - 1814-15 Linz - 1816 Nagy-Tapolcsán - 1828 Wiedeń - 1829 Grosswardein - 1830 Reps | - 1831 Debreczyn - 1832 Grosswardein - 1837 Oedenburg - 1844 Körmend - 1848 Wiedeń - 1849 Saaz - 1851 Himberg - 1853 Marburg / Baden - 1854 Bukareszt - 1855 Ploeszti - 1856 Kronstadt | - 1857 Maria-Theresiopel - 1859 Stuhlweissenburg / Grosswardein - 1860 Arad - 1863 Hermannstadt - 1866 Pardubitz - 1871 Neuhäusel - 1875 Stockerau - 1877 Wiedeń - 1879 Łańcut - 1895 Gródek - 1914 Kraków / Bielsko |

## Pułkownicy dowodzący
- 1801 pułkownik  Heinrich Bersina von Siegenthal
- 1805 pułkownik Johann Graf Klebelsberg
- 1809 pułkownik Heinrich Graf Hardegg
- 1810 pułkownik Emanuel Graf Mensdorff-Pouilly
- 1812 pułkownik Carl von Grozkowski
- 1820 pułkownik Carl Freiherr Kress von Kressenstein
- 1830 pułkownik Thaddäus Graf Ledochowski-Halka
- 1836 pułkownik Nicolaus Graf Lichtenberg
- 1843 pułkownik Franz Wyss
- 1848 pułkownik Joseph Batky von Batka
- 1850 pułkownik Ferdinand Graf Vetter von der Lilie
- 1854 pułkownik Andreas von Pichler
- 1859 pułkownik Joseph Graf Waldstein-Wartenberg
- 1867 pułkownik Maxmilian Graf MacCaffry-Keanmóre
- 1872 pułkownik Emil Van Göthem de Sainte Agathe
- 1878 pułkownik Ludwig Freiherr De Vaux
- 1880 pułkownik Wilhelm Reiche von Thuerecht
- 1884 pułkownik Carl Freiherr von Mertens
- 1891 pułkownik Carl Morawetz von Moranow
- 1897 pułkownik Eduard von Böhm-Ermolli
- 1903–1907 pułkownik Alois Gayer von Gayersfeld
- 1908–1909 podpułkownik Josef Freiherr von Bamberg
- 1910–1913 pułkownik Erich Freiherr von Diller
- 1914 pułkownik Friedrich Weiß von Schleusenburg
- 15 maja 1918 - 1 listopada 1918 Władysław Oksza-Orzechowski